# ヘニング・ソルベルグ
ヘニング・ソルベルグ（諾: Henning Solberg 1973年1月8日- ）はノルウェーのラリードライバーである。
2003年の世界ラリー選手権 (WRC) チャンピオンである弟のペター・ソルベルグの陰に隠れがちな存在ではあるが、現地では彼と並ぶ一流のラリードライバーとして知られており、1999年から2003年の間、5期連続で国内選手権のチャンピオンとなっている。
長男はオスカー・ソルベルグ、義理の息子はポンタス・ティデマンド、甥はオリバー・ソルベルグ。

## 来歴

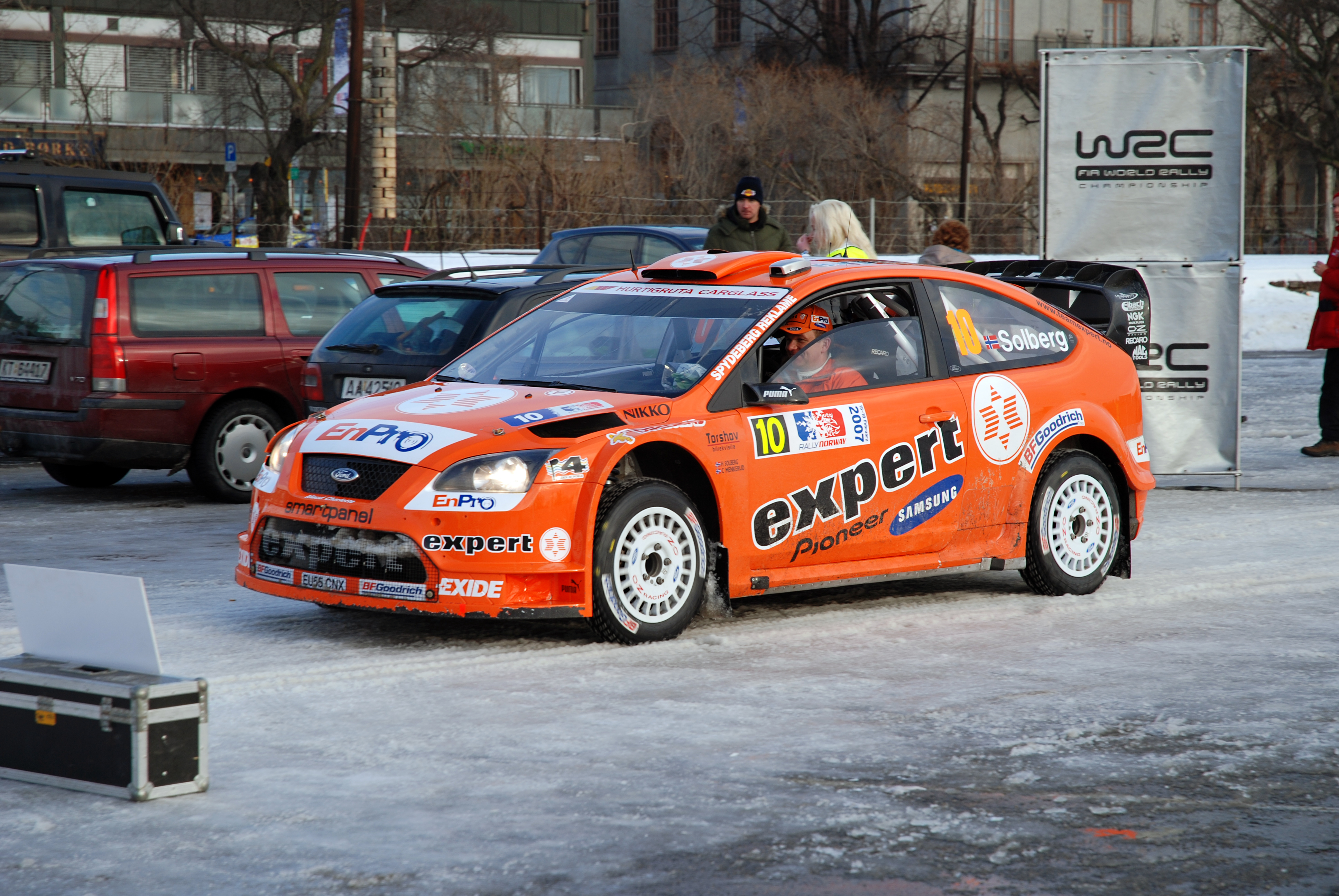
2007年ラリー・ノルウェー

1998年のラリー・スウェーデンで弟ペター・ソルベルグと共にセリカST205に乗りWRCデビューを果たす。その後弟ペターはフォードからワークス参戦を飾るが、ヘニングはしばらくプライベーターとして参戦しフォード・エスコート WRC、トヨタ・カローラ WRC、スバル・インプレッサ WRC、グループAの三菱・ランサーエボリューションといったマシンをドライブした。
2004年はプジョーのサテライトチームボジアン・レーシングから前年までのワークスカープジョー・206 WRCで7戦に出場。緒戦のスウェーデンで6位に入賞し初ポイントを獲得した。
2005年はフォードワークスから7戦に出場。キプロスでは一時総合3位につけるも、プジョーのマルコ・マルティンに逆転され4位に終わった。
2006年はOMVプジョーに在籍、トルコラリーでは自身初の3位表彰台に入賞を果たした。
2007年は2006年の成績が評価され、旧型のフォード・フォーカス WRC '06をドライブし全戦に参戦。地元ノルウェーと日本の二つのラウンドで3位の表彰台に登った。
2008年はストバートVK Mスポーツ・フォード・ラリーチームから10戦、ミュンヒス・フォードから5戦に参戦。この年の最高位はヨルダンでの4位。
2009年は、スイスの家電量販店エキスパート (Expert) からのサポートを受け全戦へ参戦。アルゼンチンと初開催となったポーランドの二つのラウンドで3位表彰台に登った。
2010年はストバート Mスポーツ・フォード・ラリーチームから全戦に参戦。ターマックラリーのみフォード・フィエスタS2000をドライブした。この年の最高位は6位。
2011年は新ワールドラリーカー規定に沿いフォード・フィエスタ RS WRCでMスポーツ ストバート・フォード・ワールド・ラリーチームから参戦。サテライトのエース扱いとなる。しかし、成績不振により第5戦イタリアからマニュファクチャラーノミネートを外された。第6戦アクロポリスから成績が良くなり、最終戦のグレートブリテンでは自身6度目の3位表彰台に登った。
2012年はサポートを続けていたエキスパートが撤退したため、WRC参戦継続が危ぶまれた。しかし開幕戦モンテカルロの直前にアメリカ製エナジードリンクゴーファスト (Go Fast) のサポートをうけ、チームメイトのマシュー・ウィルソンと共にWRCに引き続き参戦することとなった。モンテカルロは12位、スウェーデンでは7位に入ったが、それ以降は資金不足により全戦参戦はかなわなかった。
2013年は参戦プログラムが決まらずWRCに参戦できるか危ぶまれたが、スウェーデンへの出場が決定した。当初は昨年に引き続きゴーファストが支援するはずだったが直前にキャンセルとなり、更にマシンも届かずこのまま欠場と思われたが、Mスポーツからテストカーを借用しての参戦となった。この年はスウェーデンのみの参戦となったが総合8位で完走した。
2014年はアダプタ・モータースポーツからフォード・フィエスタ RS WRCで6戦に参戦。スウェーデンとラリーGBではそれぞれ1回ずつトップタイムをマークし、いまだスピードは衰えていないことを証明した。この年の最高位はポルトガルの5位。
2015年もアダプタ・モータースポーツから引き続き参戦。4年振りのフル参戦を予定していたが、モンテカルロでは11位、スウェーデンは12位と開幕2連戦は成績が振るわず、それ以降は予算不足で全戦参戦は叶わなかった。
2016年もアダプタ・モータースポーツから参戦。フォード・フィエスタ RS WRCで5戦、フィンランドのみはフォード・フィエスタ R5で出場した。WRカーで参戦した最高位は7位。一方フィエスタ R5で出場したフィンランドはWRC-2クラス4位に入った。
2017年は新規定のフォード・フィエスタWRCで参戦する予定だったがプライベーターでの出場認可が下りず、急遽シュコダ・ファビアR5でスウェーデンに出場した。
2018年は前年までマッズ・オストベルグが使用していたフォード・フィエスタWRCで第2戦スウェーデンに出場。念願の最新型WRカーでの参戦を果たす。しかし1年のブランクもあり上位争いに絡めず19位に終わる。その後はトルコからシュコダ・ファビアR5で参戦。なんとWRカーに割って入る6位入賞を果たした。スペインではWRC-2クラス6位に入った。
2019年はステップダウンしシュコダ・ファビアR5でWRC-2クラスに参戦。この年は計4戦に出場し第7戦ポルトガルではクラス3位表彰台に登り最終的に4戦全てでポイントを獲得しWRC-2クラスランキング9位でシーズンを終えた。

## エピソード
弟ペターに負けず劣らず、明るく楽天的な性格の持ち主で、ファンに対して親しく接する点も共通している。ペターのWRC初優勝の時には自宅の裏で私物のスバル・インプレッサでドーナツターンを延々繰り返したという逸話もある。
母国ノルウェーでも食べるほどの寿司好き。醤油に関しても知識があるようで、ラリー雑誌ラリーXが知っている日本語を尋ねたところ「キッコーマン。寿司にはソイソースがないとね。」と答えてみせた。（ラリーX携帯サイトより）